# Preolímpico de Concacaf
El Preolímpico de Concacaf es el torneo que define a dos clasificados en el torneo de 16 naciones de los Juegos Olímpicos, los cuales se deciden a través de un proceso clasificatorio que generalmente empieza en el Caribe aproximadamente un año antes de las Olimpiadas. La primera edición de la región fue en el año 1964.

## Historia
Desde 1992 la clasificatoria olímpica ha estado restringida a ser una competencia Sub-23, en línea con las Copas Mundiales Sub-17 y Sub-20 de la FIFA.
A los equipos que se clasifican para las olimpiadas, se les permite suplementar sus planteles con tres jugadores sin restricción de edad en la lista final de 18 jugadores.
Como la mayoría de los torneos por edad de Concacaf, las finales se disputan generalmente entre ocho equipos en un solo país. Al Caribe se le asignan dos cupos, mientras que Centroamérica recibe tres. Estos se unen a los tres de Norteamérica: Canadá, México y Estados Unidos, para ser divididos en dos grupos de cuatro equipos que juegan en la etapa de grupos, las semifinales y la final.
Ningún equipo nacional de la región de Norteamérica, Centroamérica y el Caribe participó en los Juegos Olímpicos desde 1908 hasta 1920. Entre 1924 y 1956, los equipos de Concacaf fueron invitados o clasificados automáticamente para los Juegos Olímpicos. En 1960, el primer torneo clasificatorio olímpico fue llevado a cabo y el mismo combinó países de Norteamérica y de Sudamérica. Fue solo cuatro años más tarde que Concacaf efectuó su primer evento clasificatorio, exclusivamente para los equipos dentro de su región.

### Como Torneo Clasificatorio
El formato del torneo cambió para 1968. Los mejores ocho equipos de la región fueron divididos en dos grupos de cuatro, jugándose en diferentes sedes. Los dos mejores de cada zona clasificaron a los Juegos Olímpicos de México 1968, sin que se llegara a una ronda por el título, por lo que no había un campeón oficial, solo clasificados. Además México clasificó como sede del torneo.
El formato del torneo cambió para 1988. Los mejores ocho equipos de la región fueron divididos en dos grupos de cuatro, jugándose en diferentes sedes. Los dos mejores de cada zona clasificaron a los Juegos Olímpicos de Seúl 1988, sin que se llegara a una ronda por el título, por lo que no había un campeón oficial, solo clasificados. México que ganó su lugar en el torneo fue descalificado por el caso de Los cachirules, inicialmente el castigo solo iba a ser aplicado a la selección juvenil implicada en este escándalo pero debido a los desacatos de los federativos mexicanos ante el máximo organismo del Fútbol la sanción fue extendida a todo representativo nacional. Su lugar fue tomado por Guatemala segundo lugar del grupo 2.

### Como Torneo Sub-23
Desde 1992 la clasificatoria olímpica ha estado restricta a ser una competencia Sub-23, en línea con las Copas Mundiales Sub-17 y Sub-20 de la FIFA.
El Torneo de Fútbol de 1996 seguía siendo una competición de jugadores menores de 23 años, pero cada uno de los 16 países participantes pudo incluir tres jugadores mayores de 23, en virtud de un compromiso entre la FIFA y el Comité Olímpico Internacional.

## Historial
| Año                   | Sede | Campeón | Resultado | Subcampeón | Tercer lugar | Resultado | Cuarto lugar |
| --------------------- | --- | --- | --- | --- | --- | --- | --- |
| 1964 Detalle          | México | México | Lig. | Guayana Neerlandesa | Estados Unidos | Lig. | Panamá |
| Torneo clasificatorio | | | | | | | |
| 1968 Detalle          | Varias sedes | Guatemala El Salvador | 3:3 4:1 | Costa Rica Trinidad y Tobago | | | |
| Campeonato            | | | | | | | |
| 1972 Detalle          | Varias sedes | México | Lig. | Estados Unidos | Guatemala | Lig. | Jamaica |
| 1976 Detalle          | Varias sedes | México | Lig. | Guatemala | Cuba | | |
| 1980 Detalle          | Varias sedes | Costa Rica | Lig. | Estados Unidos | Surinam | | |
| 1984 Detalle          | Varias sedes | Costa Rica | Lig. | Canadá | Cuba | | |
| Torneo clasificatorio | | | | | | | |
| 1988 Detalle          | Varias sedes | Estados Unidos (Primero del grupo 1) Guatemala (Segundo del grupo 2) | Lig. | Trinidad y Tobago México | | | |
| Campeonato            | | | | | | | |
| 1992 Detalle          | Varias sedes | Estados Unidos | Lig. | México | Canadá | Lig. | Honduras |
| 1996 Detalle          | Canadá | México | Lig. | Canadá | Costa Rica | Lig. | Jamaica |
| 2000 Detalle          | Estados Unidos | Honduras | 2:1 | Estados Unidos | México | 5:0 | Guatemala |
| 2004 Detalle          | México | México | 1:0 (t.s) | Costa Rica | Honduras | 1:1 4:3 (pen.) | Estados Unidos |
| 2008 Detalle          | Estados Unidos | Honduras | 1:0 (t.s) | Estados Unidos | Canadá | 0:0 5:3 (pen.) | Guatemala |
| 2012 Detalle          | Estados Unidos | México | 2:1 (t.s) | Honduras | El Salvador | Lig.1 | Canadá |
| 2015 Detalle          | Estados Unidos | México | 2:0 | Honduras | Estados Unidos | 2:0 | Canadá |
| 2021 Detalle          | México | México | 1:1 5:4 (pen.) | Honduras | Estados Unidos | Lig.1 | Canadá |
| 2022 Detalle          | No se realizó un torneo preolímpico para la categoría sub-23; la clasificación al Torneo Olímpico de Fútbol de París 2024 recayó en los finalistas del Campeonato Sub-20 de la Concacaf de 2022. | No se realizó un torneo preolímpico para la categoría sub-23; la clasificación al Torneo Olímpico de Fútbol de París 2024 recayó en los finalistas del Campeonato Sub-20 de la Concacaf de 2022. | No se realizó un torneo preolímpico para la categoría sub-23; la clasificación al Torneo Olímpico de Fútbol de París 2024 recayó en los finalistas del Campeonato Sub-20 de la Concacaf de 2022. | No se realizó un torneo preolímpico para la categoría sub-23; la clasificación al Torneo Olímpico de Fútbol de París 2024 recayó en los finalistas del Campeonato Sub-20 de la Concacaf de 2022. | No se realizó un torneo preolímpico para la categoría sub-23; la clasificación al Torneo Olímpico de Fútbol de París 2024 recayó en los finalistas del Campeonato Sub-20 de la Concacaf de 2022. | No se realizó un torneo preolímpico para la categoría sub-23; la clasificación al Torneo Olímpico de Fútbol de París 2024 recayó en los finalistas del Campeonato Sub-20 de la Concacaf de 2022. | No se realizó un torneo preolímpico para la categoría sub-23; la clasificación al Torneo Olímpico de Fútbol de París 2024 recayó en los finalistas del Campeonato Sub-20 de la Concacaf de 2022. |

1 No se realizó partido por el tercer puesto, pero el primer equipo colocado, es el tercero por haber tenido más puntos que el segundo colocado (que es el cuarto).

## Palmarés
| Equipo         | Campeón                                            | Subcampeón                 | Tercer lugar         | Cuarto lugar         |
| -------------- | -------------------------------------------------- | -------------------------- | -------------------- | -------------------- |
| México         | 8 (1964, 1972, 1976, 1996, 2004, 2012, 2015, 2021) | 1 (1992)                   | 1 (2000)             |                      |
| Honduras       | 2 (2000, 2008)                                     | 3 (2012, 2015, 2021)       | 1 (2004)             | 1 (1992)             |
| Costa Rica     | 2 (1980, 1984)                                     | 1 (2004)                   | 1 (1996)             |                      |
| Estados Unidos | 1 (1992)                                           | 4 (1972, 1980, 2000, 2008) | 3 (1964, 2015, 2021) | 1 (2004)             |
| Canadá         |                                                    | 2 (1984, 1996)             | 2 (1992, 2008)       | 3 (2012, 2015, 2021) |
| Guatemala      |                                                    | 1 (1976)                   | 1 (1972)             | 2 (2000, 2008)       |
| Surinam        |                                                    | 1 (1964)                   | 1 (1980)             |                      |
| Cuba           |                                                    |                            | 2 (1976, 1984)       |                      |
| El Salvador    |                                                    |                            | 1 (2012)             |                      |
| Jamaica        |                                                    |                            |                      | 2 (1972, 1996)       |
| Panamá         |                                                    |                            |                      | 1 (1964)             |

## Clasificación por país
- Notas: Incluye todas las participaciones previas al torneo preolímpico. En cursiva aquellos clasificados como país sede.

| País                  | Part. | Torneo Olímpico de Fútbol                                                          |
| --------------------- | ----- | ---------------------------------------------------------------------------------- |
| Estados Unidos        | 14    | 1924, 1928, 1936, 1948, 1952, 1956, 1972, 1984, 1988, 1992, 1996, 2000, 2008, 2024 |
| México                | 12    | 1928, 1948, 1964, 1968, 1972, 1976, 1992, 1996, 2004, 2012, 2016, 2021             |
| Honduras              | 5     | 2000, 2008, 2012, 2016, 2021                                                       |
| Costa Rica            | 3     | 1980, 1984, 2004                                                                   |
| Guatemala             | 3     | 1968, 1976, 1988                                                                   |
| Canadá                | 2     | 1976, 1984                                                                         |
| Cuba                  | 2     | 1976, 1980                                                                         |
| Antillas Neerlandesas | 1     | 1952                                                                               |
| El Salvador           | 1     | 1968                                                                               |
| República Dominicana  | 1     | 2024                                                                               |